# Rodzina Borgiów (serial telewizyjny)
Rodzina Borgiów (ang. The Borgias) – kanadyjsko-węgiersko-irlandzki serial historyczny nadawany przez amerykańską stację Showtime od 3 kwietnia 2011 roku. W Polsce serial był nadawany od 25 czerwca 2011 roku na kanale HBO. Serial opowiada o losach rodu Borgiów. Powstały trzy sezony serialu, produkcji dalszych zaniechano z powodu zbyt niskich zysków z dystrybucji.

## Opis fabuły
Rodrigo Borgia (Jeremy Irons) polityk i kardynał to jedna z najpotężniejszych osób na Półwyspie Apenińskim pod koniec XV wieku. Gdy zostaje papieżem Aleksandrem VI, postanawia całą rodzinę uczynić najpotężniejszą.

## Bohaterowie
- Rodrigo Borgia / papież Aleksander VI – bezwzględny, chorobliwie ambitny. Bez skrupułów likwiduje swoich wrogów. Lubieżnik, ojciec Cezarego, Juana, Jofre oraz Lukrecji Borgia. Uznał Indian z nowo odkrytej Ameryki za ludzi i nakazał chrzcić. Był pradziadkiem św. Franciszka Borgiasza, wicekróla Katalonii, a później generała zakonu jezuitów.
- Lukrecja Borgia – piękna i dojrzała ponad swój wiek, ulubienica ojca. Ojcem jej dziecka jest stajenny.
- Cezar Borgia – zmuszony przez ojca do przyjęcia urzędu kardynalskiego (świecki kardynał). Pod koniec życia Aleksandra VI zwolniony z urzędu kardynalskiego zajmuje się armią. Najstarsze dziecko Rodrigo. Zdolny polityk, niezwykle inteligentny, konsekwentny.
- Juan Borgia – dowódca armii papieskiej. Rozpieszczony, próżny i zepsuty, zawsze dostaje wszystko, czego zapragnie. Zamordowany przez brata, Cezarego Borgię.
- Vannozza dei Cattanei – piękna, lecz starzejąca się kochanka Rodriga, matka Juana, Cezara, Lukrecji i Jofre. Nie dzieli z nim papieskiego łoża, ale zarządza rezydencją.
- Giulia Farnese – nowa kochanka papieża; wykorzystuje swoją pozycję, by zdobyć władzę. Staje się powiernicą Lukrecji. Dokonuje zmian w Watykanie dotyczących losu najuboższych. W 3. sezonie odłącza się od papieża Aleksandra VI i bierze ślub.

## Obsada
- Jeremy Irons jako Rodrigo Borgia / Aleksander VI
- François Arnaud jako Cezar Borgia
- Holliday Grainger jako Lukrecja Borgia
- Joanne Whalley jako Vannozza Cattanei
- Lotte Verbeek jako Giulia Farnese
- David Oakes jako Juan Borgia
- Sean Harris jako Michelotto Corella
- Steven Berkoff jako Girolamo Savonarola
- Simon McBurney jako Johannes Burchart
- Aidan Alexander jako Jofré Borgia
- Colm Feore jako Giuliano della Rovere (potem Juliusz II)
- Luke Pasqualino jako Paolo

W mniejszych rolach i epizodach wystąpili m.in.: Gina McKee, Pilou Asbæk, Steven Berkoff, Emmanuelle Chriqui, Derek Jacobi, David Bamber, Sophie Thompson.

## Odcinki
| Sezon | Sezon | Odcinki | Oryginalna emisja | Oryginalna emisja | Oryginalna emisja | Oryginalna emisja | Oryginalna emisja |
| Sezon | Sezon | Odcinki | Premiera sezonu   | Finał sezonu      | Premiera sezonu   | Finał sezonu      |                   |
| ----- | ----- | ------- | ----------------- | ----------------- | ----------------- | ----------------- | ----------------- |
|       | 1     | 9       | 3 kwietnia 2011   | 22 maja 2011      | 25 czerwca 2011   | 13 sierpnia 2011  |                   |
|       | 2     | 10      | 8 kwietnia 2012   | 17 czerwca 2012   | 26 maja 2012      | 28 lipca 2012     |                   |
|       | 3     | 10      | 14 kwietnia 2013  | 23 czerwca 2013   | 25 maja 2013      | 29 lipca 2013     |                   |

## Produkcja
Zdjęcia kręcono na Węgrzech.